# Родріго Бекан
Родріго Насіменто Франса (порт. Rodrigo Nascimento França, нар. 19 січня 1996, Салвадор), відомий як Родріго Бекан (порт. Rodrigo Becão)  — бразильський футболіст, захисник турецького «Фенербахче».

## Ігрова кар'єра
Народився 19 січня 1996 року в місті Салвадор. Вихованець футбольної школи клубу «Баїя». Дорослу футбольну кар'єру розпочав 2015 року в основній команді того ж клубу, в якій провів три сезони, взявши участь у 10 матчах чемпіонату. 
До складу російського ЦСКА (Москва) приєднався на умовах річної оренди влітку 2018 року. Вийшов на поле у першому ж матчі сезону, допомігши армійцям здобути Суперкубок Росії 2018. Отримав постійне місце у складі московської команди і провив за сезон 36 матчів в усіх турнірах.
Попри це по завершенні оренди 2019 року повернувся до Бразилії, а вже у липні того ж року став гравцем італійського «Удінезе», якому трансфер захисника обійшовся в 1,6 мільйона євро. Відіграв в Італії чотири сезони.
20 липня 2023 року за понад 8 мільйонів євро перебрався до турецького «Фенербахче».

## Титули і досягнення
- Володар Суперкубка Росії (1):

ЦСКА (Москва): 2018
- Переможець Ліги Баїяно (2):

«Баїя»: 2015, 2018